# Boris Cyretarovič Chalzanov
Boris Cyretarovič Chalzanov (1º settembre 1938 – Ekaterinburg, 25 novembre 1993) è stato un regista sovietico.

## Filmografia parziale

### Regista
- Poslednij ugon (1968)
- Kočujuščij front (1971)
- Otkrytie (1973)